# Rogas
Rogas is een geslacht van insecten uit de orde vliesvleugeligen (Hymenoptera) en de familie schildwespen (Braconidae).

## Soorten
Deze lijst van 105 stuks is mogelijk niet compleet.
- R. abraxas Bano, 2001
- R. aequalis (Szepligeti, 1914)
- R. annulifemur (Enderlein, 1920)
- R. areatus (Enderlein, 1920)
- R. ashmeadi Watanabe, 1957
- R. asmaranus (Enderlein, 1920)
- R. baguioensis Shenefelt, 1975
- R. banksi (Baker, 1917)
- R. benguetensis (Baker, 1917)
- R. bevisi (Brues, 1926)
- R. bicolor (Schrottky, 1915)
- R. bicoloratus (Enderlein, 1920)
- R. breviventris (Enderlein, 1912)
- R. brownii (Baker, 1917)
- R. capensis (Cameron, 1905)
- R. cerurae (Ashmead, 1889)
- R. ceylonicus (Enderlein, 1912)
- R. citernii (Mantero, 1904)
- R. coloratus Motschoulsky, 1863
- R. crassipalpus (Enderlein, 1912)
- R. desertus (Telenga, 1941)
- R. ecuadoriensis (Brues, 1926)
- R. elongatus (Szepligeti, 1914)
- R. erythroderus (Spinola, 1851)
- R. eupoeyiae (Ashmead, 1897)
- R. fascipennis (Cresson, 1869)
- R. festivus (Statz, 1938)
- R. flavipennis (Telenga, 1941)
- R. flavomarginatus (Szepligeti, 1914)
- R. flavus

Rogas flavus (Baker) (Baker, 1917)
Rogas flavus (Chen & He) Chen & He, 1997
- R. fritschii (Brues, 1933)
- R. fulvinervis (Cameron, 1911)
- R. fusciceps (Cresson, 1869)
- R. fuscovarius (Cresson, 1865)
- R. grandimaculatus (Cameron, 1910)
- R. hova (Granger, 1949)
- R. iliganensis Shenefelt, 1975
- R. inaequalis (Szepligeti, 1914)
- R. indianensis Muesebeck & Walkley, 1951
- R. indicus (Cameron, 1910)
- R. insignicornis (Granger, 1949)
- R. insignis (Brues, 1926)
- R. jalnaensis Yousuf & Ray, 2009
- R. kanpurensis (Pant, 1960)
- R. lateralis (Cameron, 1905)
- R. longicollis (Baker, 1917)
- R. luteus Nees, 1834
- R. luzonensis (Baker, 1917)
- R. maculicornis (Brues, 1926)
- R. melanocephalus (Cameron, 1887)
- R. melanocerus (Cameron, 1906)
- R. melanosoma (Ashmead, 1905)
- R. melanospilus (Cameron, 1911)
- R. meridianus (Szepligeti, 1914)
- R. mimeuri (Ferriere, 1925)

- R. mimicus (Baker, 1917)
- R. modestus (Baker, 1917)
- R. nigricans Chen & He, 1997
- R. nigriceps (Brethes, 1909)
- R. nigridorsum Belokobylskij, 1996
- R. nigristigma Chen & He, 1997
- R. nigronotatus (Szepligeti, 1914)
- R. nigroornatus (Szepligeti, 1914)
- R. nigrovenosus (Vojnovskaja-Krieger, 1935)
- R. orientalis (Szepligeti, 1914)
- R. ornatus (Cresson, 1869)
- R. oyeyamensis (Watanabe, 1937)
- R. palavanicus (Baker, 1917)
- R. pallidipalpis (Cameron, 1911)
- R. pictipennis (Brues, 1924)
- R. pilosus (Cameron, 1910)
- R. plecopterae (Chatterjee, 1943)
- R. praeustus (Fahringer, 1941)
- R. punctipleuris (Szepligeti, 1914)
- R. pygmaeus (Enderlein, 1920)
- R. roonensis (Cameron, 1910)
- R. roxanus (Telenga, 1941)
- R. rufifemur (Szepligeti, 1914)
- R. ruspolii (Mantero, 1904)
- R. sanchezi (Baker, 1917)
- R. saturatus (Brues, 1926)
- R. scioensis (Mantero, 1904)
- R. semiluteus (Szepligeti, 1911)
- R. semirufus (Szepligeti, 1911)
- R. separatus (Baker, 1917)
- R. siccitesta (Morley, 1937)
- R. signaticornis (Enderlein, 1920)
- R. signativena (Enderlein, 1920)
- R. somaliensis (Szepligeti, 1914)
- R. speciosicornis (Granger, 1949)
- R. steinbachi Mathur, 1957
- R. striatifrons (Cameron, 1911)
- R. subquadratus (Baker, 1917)
- R. surrogatus (Schulz, 1907)
- R. tertiarius (Brues, 1906)
- R. testaceicollis (Cameron, 1910)
- R. transvaalensis (Cameron, 1911)
- R. tricolor (Enderlein, 1912)
- R. unicarinatus (Holmgren, 1868)
- R. varicarinatus (Cameron, 1911)
- R. varinervis (Cameron, 1911)
- R. ventrimacula (Enderlein, 1920)
- R. vestitor (Say, 1936)
- R. vollenhoveni Gribodo, 1881
- R. yanagiharai (Sonan, 1940)